# Zbigniew Dańczyszyn
Zbigniew Dańczyszyn (ur. 1 stycznia 1920 w Dynowie, zm. 19 czerwca 1991 w Sanoku) – polski pracownik przemysłu górniczo-naftowego związany z Sanokiem, więzień obozów niemieckich podczas II wojny światowej, polityk, tenisista, działacz sportowy.

## Życiorys
Urodził się 1 stycznia 1920 w Dynowie. Był synem Bazylego (1880-1966, pracownik poczty) i Heleny z domu Kibała (1887-1964). Miał brata Włodzimierza Mariana (1911-1931, absolwent sanockiego gimnazjum z 1929).
Od dzieciństwa był związany z Sanokiem. W 1938 zdał egzamin dojrzałości w Państwowym Gimnazjum Męskim im. Królowej Zofii w Sanoku (w jego klasie byli m.in. Władysław Majcher, Zdzisław Peszkowski). Wstąpił do Szkoły Podchorążych przy 5 Pułku Strzelców Podhalańskich w Przemyślu, uzyskując stopień plutonowego podchorążego Wojska Polskiego. W okresie mobilizacji w sierpniu 1939 został skierowany do 2 Pułku Strzelców Podhalańskich w rodzinnym Sanoku. 
Po wybuchu II wojny światowej 1939 został odkomenderowany do jednostki szkolenia rezerw 22 Dywizji Piechoty Górskiej w Samborze. Brał udział w walkach kampanii wrześniowej. Wtedy podjął nieudaną próbę przedostania się przez granicę rumuńską i powrócił do Sanoka. Został wzięty przez Niemców do niewoli, z której zbiegł w Iwoniczu. Powrócił do domu rodzinnego (zamieszkiwał przy ulicy Słonecznej), lecz zagrożony aresztowaniem udał się do Łańcuta, gdzie przebywała jego siostra. Ukrywał się w majątku Wilensdorf. Następnie wraz z przyjaciółmi z sanockiego gimnazjum pchor. Antonim Szczudlikiem i Kazimierzem Sołtysikiem postanowił wyruszyć na Zachód aby przyłączyć się do Armii Polskiej we Francji. Wyruszyli z Sanoka pod koniec kwietnia 1940, po przejściu trasy przez Bieszczady trafili pociągiem do Konsulatu RP w Ungwarze. Tam otrzymał rozkaz od polskiego oficera odbycia transgranicznego kursu kurierskiego. Po przeniesieniu poczty kurierskiej (zawierającej banknoty) Dańczyszyn i Szczudlik zostali aresztowani przez Węgrów w miejscowości Stačkin. Przekazani Niemcom, zostali osadzeni w więzieniu w Sanoku 29 maja 1940 (w lipcu 1940 część z osadzonych tam, została zamordowana w egzekucji na górze Gruszka). Przebywali tam do 9 września 1940. Następnie zostali przewiezieni do więzienia w Tarnowie, a 5 kwietnia 1941 został zesłany do obozu koncentracyjnego Auschwitz-Birkenau (Dańczyszyn otrzymał numer obozowy 11246). W obozie Szczudlik poniósł śmierć, a przebywali tam także inni znajomi Dańczyszyna z Sanoka, m.in. Czesław Jara, Kazimierz Dulęba, Bronisław Wajda, Mieczysław Ansion, Jan Bezucha. W 1943 Dańczyszyn został przeniesiony do obozu w Buchenwaldzie. Stamtąd wiosną 1945 był przewożony do KL Dachau, jednak zbiegł z transportu, po czym wraz z trzema innymi uciekinierami ukrywał się przez tydzień w lesie aż do napotkania żołnierzy amerykańskich.
We wrześniu 1945 powrócił do Sanoka i uchwałą Rady Miejskiej w Sanoku został uznany przynależnym do gminy Sanok. Od października 1945 krótkotrwale był pracownikiem Wydziału Kultury Powiatowej Rady Narodowej w Sanoku. Następnie w 1946 został zatrudniony w Sanockim Zakładzie Górnictwa Nafty i Gazu i pracował tam do 1978, gdy przeszedł na emeryturę. Awansowany pełnił stanowisko zastępcy dyrektora ds. organizacyjnych. Podczas pracy zajmował się także sferą kulturalną, przygotowywał występy estradowe i sceniczne, programy satyryczne. Był członkiem zespołu wokalnego Czwórka Rewelersów, działającego w Powiatowym Domu Kultury, działającym w budynku przy ul. Adama Mickiewicza 24 w Sanoku (prócz niego także m.in. Adam Bieniasz, Benedykt Gajewski).
W 1947 wspólnie z Edwardem Czerepaniakiem powołał do życia klub sportowy pod nazwą RKS Sanoczanka, w kolejnych latach przemianowany na ZKZ Związkowiec (1949–1950), ZKS Unia (1950–1952), Górnik Sanok (1952–1957). Od 1951 do 1956 był prezesem przemianowanego Górnika Sanok. Podczas pełnienia przez niego stanowiska przewodniczącego rady koła Górnika Sanok piłkarze klubu w sezonie 1956 zwyciężyli w A klasie rzeszowskiej i awansowali do III ligi rzeszowsko-lubelskiej. Od 1958 był prezesem klubu RKS Sanoczanka. Na przełomie lat 40. i 50. był aktywnym tenisistą i wygrywał zawody miejskie w Sanoku. Został m.in. triumfatorem pierwszych powojennych mistrzostw Sanoka w tenisie w 1949 pokonując Eugeniusza Czerepaniaka (rok później przegrał z nim w finale). Podczas działalności Dańczyszyna w latach 50. dokonano rozbudowy stadionu „Wierchy” w Sanoku, budowy skoczni narciarskiej, kortów tenisowych, sztucznego lodowiska.
Był członkiem PZPR. W 1953 został powołany w skład Miejskiej Rady Narodowej w Sanoku. Został wybrany radnym MRN w Sanoku 1954–1958. W 1961, 1965 był wybierany radnym Powiatowej Rady Narodowej w Sanoku kadencji, od 1964/1965 był przewodniczącym Prezydium PRN do 1972, został wybrany zastępcą przewodniczącego Konwentu Seniorów W 1958 został członkiem Kolegium Karno-Orzekającego w Sanoku. W 1988 został powołany przez MRN w Sanoku do specjalnej komisji rozpatrującej wnioski o nadanie Odznaki „Zasłużony dla Sanoka”.
Był działaczem działającego od 1947 koła w Sanoku Polskiego Związku Byłych Więźniów Politycznych Hitlerowskich Więzień i Obozów Koncentracyjnych, a po 1949 był członkiem Koła Miejsko-Gminnego Związku Bojowników o Wolność i Demokrację w Sanoku. 12 marca 1961 został wybrany członkiem zarządu oddziału powiatowego oddziału powiatowego w Sanoku Związku Bojowników o Wolność i Demokrację, 17 marca 1963 sekretarzem komisji rewizyjnej. Był też prelegentem tej organizacji. W kwietniu 1965 został wybrany przewodniczącym Obywatelskiej Powiatowej Komisji Ochrony Pomników Walki i Męczeństwa. W okresie PRL posiadał stopień oficerski porucznika (stan w 1973). W latach 70. był działaczem Społecznego Komitetu Budowy Szpitala w Sanoku. Został wiceprzewodniczącym Komitetu Zjazdu wychowanków Gimnazjum i I Liceum w Sanoku w 100-lecie szkoły 1880–1980 oraz był w komitecie redakcyjnym wydanej z tej okazji publikacji pt. Księga pamiątkowa (obchodów 100-lecia Gimnazjum oraz I Liceum Ogólnokształcącego w Sanoku). Został gościem I LO im. Komisji Edukacji Narodowej w Sanoku, co było transmitowane w ramach cyklicznych lekcji wychowawczych w TVP2 16 maja 1985.
Zamieszkiwał przy ul. Stanisława Konarskiego 9 w Sanoku. Jego żoną od 26 grudnia 1947 była Danuta z domu Stropek (1924–2014). Syn Andrzej Dańczyszyn został dziennikarzem Radia Rzeszów.
Zbigniew Dańczyszyn zmarł 19 czerwca 1991 w szpitalu w Sanoku. Został pochowany w grobowcu rodziny Stropków na cmentarzu przy ul. Rymanowskiej w Sanoku 21 czerwca 1991.

## Publikacje
- Wychowankowie sanockiego gimnazjum w Oświęcimiu w: Księga pamiątkowa Gimnazjum Męskiego w Sanoku 1888–1958 (1958)[56][57]
- Początki sportu w sanockiej „Nafcie” w: Zeszyty Archiwum Ziemi Sanockiej. Nr 4: Nafta (2004)[58][59]

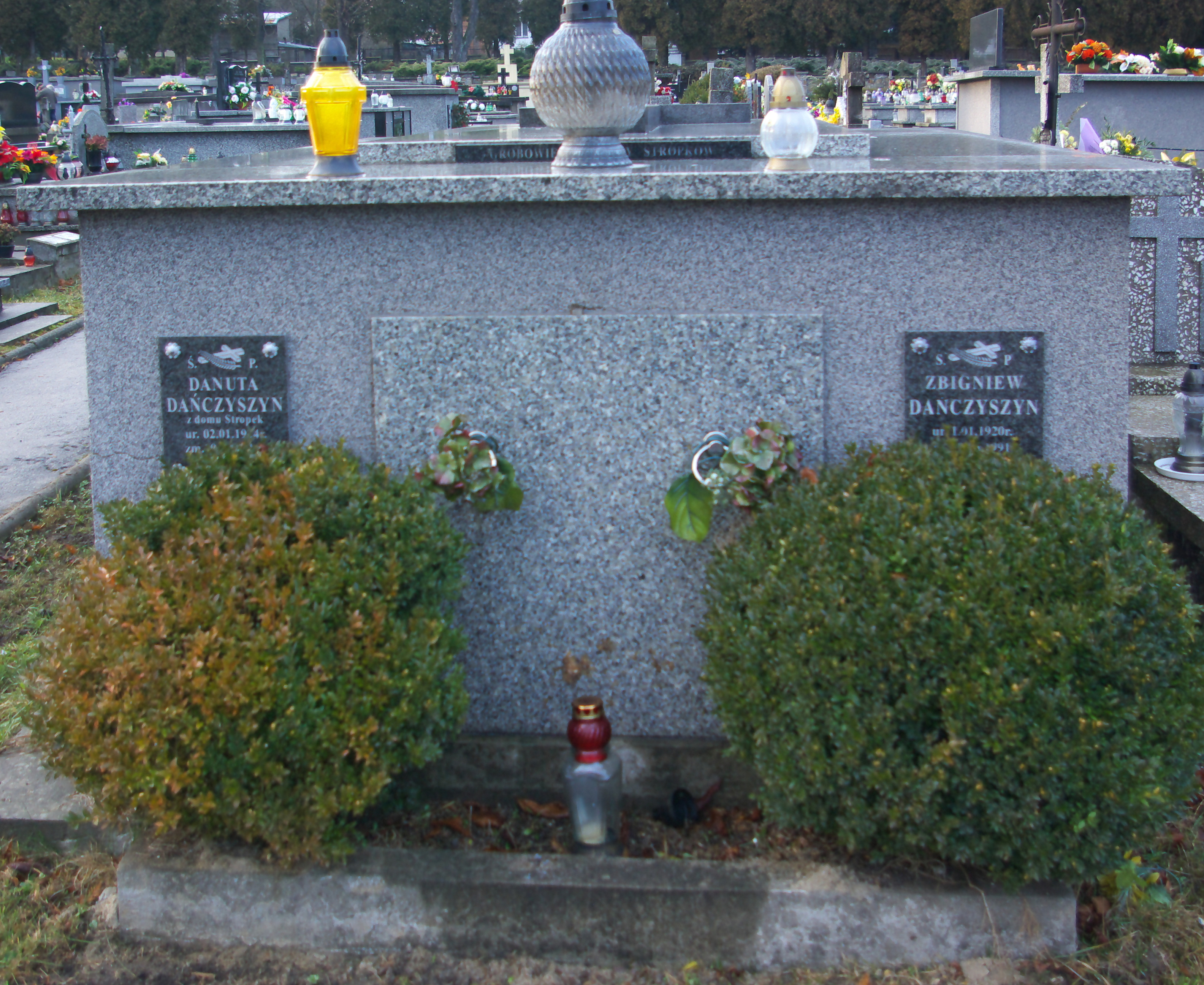
Grobowiec rodzin Stropek i Dańczyszyn w Sanoku

## Odznaczenia i wyróżnienia
- Krzyż Oficerski Orderu Odrodzenia Polski (1984)[60]
- Krzyż Kawalerski Orderu Odrodzenia Polski[61]
- Złoty Krzyż Zasługi (1962)[62]
- Medal „Za udział w wojnie obronnej 1939” (1982)[63]
- Medal Zwycięstwa i Wolności 1945 (1987)[64]
- Krzyż Oświęcimski (1986)[65]
- Medal Komisji Edukacji Narodowej (1978)[66][67]
- Złota odznaka „Zasłużony Działacz Kultury Fizycznej” (1968)[68]
- Odznaka „Zasłużony dla Województwa Rzeszowskiego”
- Wpis do „Księgi zasłużonych dla województwa krośnieńskiego” (1985)[69][70]
- Odznaka „Zasłużony dla Sanoka” (1976)[71]
- Dyplom dla wyróżniającego się sportowca przyznany przez Powiatowy Komitet Kultury Fizycznej w Sanoku (1952)[72]
- „Jubileuszowy Adres” (1984)[73]